# Walter Neumann-Silkow
Pour les articles homonymes, voir Neumann.
Walter Neumann-Silkow (10 avril 1894 à Groß Silkow - 9 décembre 1941 à Derna) est un Generalleutnant allemand qui a servi au sein de la Heer dans la Wehrmacht pendant la Seconde Guerre mondiale.
Il a été récipiendaire de la Croix de chevalier de la Croix de fer. Cette décoration est attribuée pour récompenser un acte d'une extrême bravoure sur le champ de bataille ou un commandement militaire avec succès.

## Biographie
Neumann-Silkow s'engage le 1er février 1912 dans le 10e régiment de dragons de l'armée prussienne en tant que porte-drapeau et est promu lieutenant le 18 août 1913, avec un brevet datant du 19 août 1911.
Walter Neumann-Silkow meurt de ses blessures le 9 décembre 1941 dans un hôpital militaire de Derna en Libye. Il est promu à titre posthume Generalleutnant.

## Décorations
- Croix de fer (1914)
  - 2e Classe
  - 1re Classe
- Insigne des blessés
  - en Noir
- Croix d'honneur
- Agrafe de la Croix de fer (1939)
  - 2e Classe
  - 1re Classe
- Croix de chevalier de la Croix de fer
  - Croix de chevalier le 5 août 1940 en tant que Oberst et commandant du 8. Schützen-Brigade[1]
- Mentionné dans le bulletin quotidien radiophonique de l'armée: Wehrmachtbericht le 22 juin 1940

### Citations
1. ↑  Fellgiebel 2000, p. 265.